# Venosa
Venosa város (közigazgatásilag község comune) Olaszország Basilicata régiójában, Potenza megyében.

## Fekvése
A megye északi részén fekszik. Határai: Barile, Ginestra, Lavello, Maschito, Montemilone, Palazzo San Gervasio, Rapolla és Spinazzola.

## Története
A települést i. e. 291-ben alapították Venusia néven a szamniszok felett győzedelmeskedő rómaiak. Nevét valószínűleg Venus, a szerelem istennője után kapta. Más vélemények szerint a vinosa szóból ered, melynek  jelentése borvidék.

## Népessége
A népesség számának alakulása:

## Főbb látnivalói
- Sant’Andrea Apostolo-katedrális
- San Michele Arcangelo-templom
- San Domenico-templom
- Madonna delle Grazie-templom
- Palazzo Rapolla'
- Anjou városkút
- San Marco-kút
- az ókori Venusia romjai és a Nemzeti Régészeti Múzeum